# Água Longa
Água Longa ist eine Gemeinde im Norden Portugals.
Água Longa gehört zum Kreis Santo Tirso im Distrikt Porto, besitzt eine Fläche von 12,9 km² und hat 2341 Einwohner (Stand 19. April 2021).